# تاريخ كولومبيا
يشمل تاريخ كولومبيا المستوطنات والمجتمع من قبل الشعوب الأصلية، وعلى الأخص اتحاد مويسكا، وحضارة كويمبايا، ومشيخات تايرونا؛ وصل الأسبان عام 1492 وبدأوا فترة ضم واستعمار، ولعل أبرزها الغزو الإسباني. في النهاية تم إنشاء نائب الملك في غرناطة الجديدة، وعاصمتها بوغوتا. تم الحصول على الاستقلال عن إسبانيا عام 1819، ولكن بحلول عام 1830 تم حل اتحاد «كولومبيا الكبرى». ظهرت ما يعرف الآن بكولومبيا وبنما باسم جمهورية غرناطة الجديدة. جربت الأمة الجديدة الفيدرالية باسم اتحاد غرنادين (1858)، ثم الولايات المتحدة الكولومبية (1863)، قبل إعلان جمهورية كولومبيا أخيرًا في عام 1886 ؛ فضلا عن العنف السياسي المستمر في البلاد. انفصلت بنما في عام 1903. منذ الستينيات، عانت البلاد من نزاع مسلح غير متماثل منخفض الحدة، تصاعد في التسعينيات، لكنه انخفض بعد ذلك من عام 2005 فصاعدًا. نتج عن إرث تاريخ كولومبيا تراث ثقافي غني؛ في حين أن الجغرافيا المتنوعة، والمناظر الطبيعية المهيبة للبلاد أدت إلى تطوير هويات إقليمية قوية للغاية.